# Piangil
Piangil is een plaats in de Australische deelstaat Victoria en telt 654 inwoners (2006).

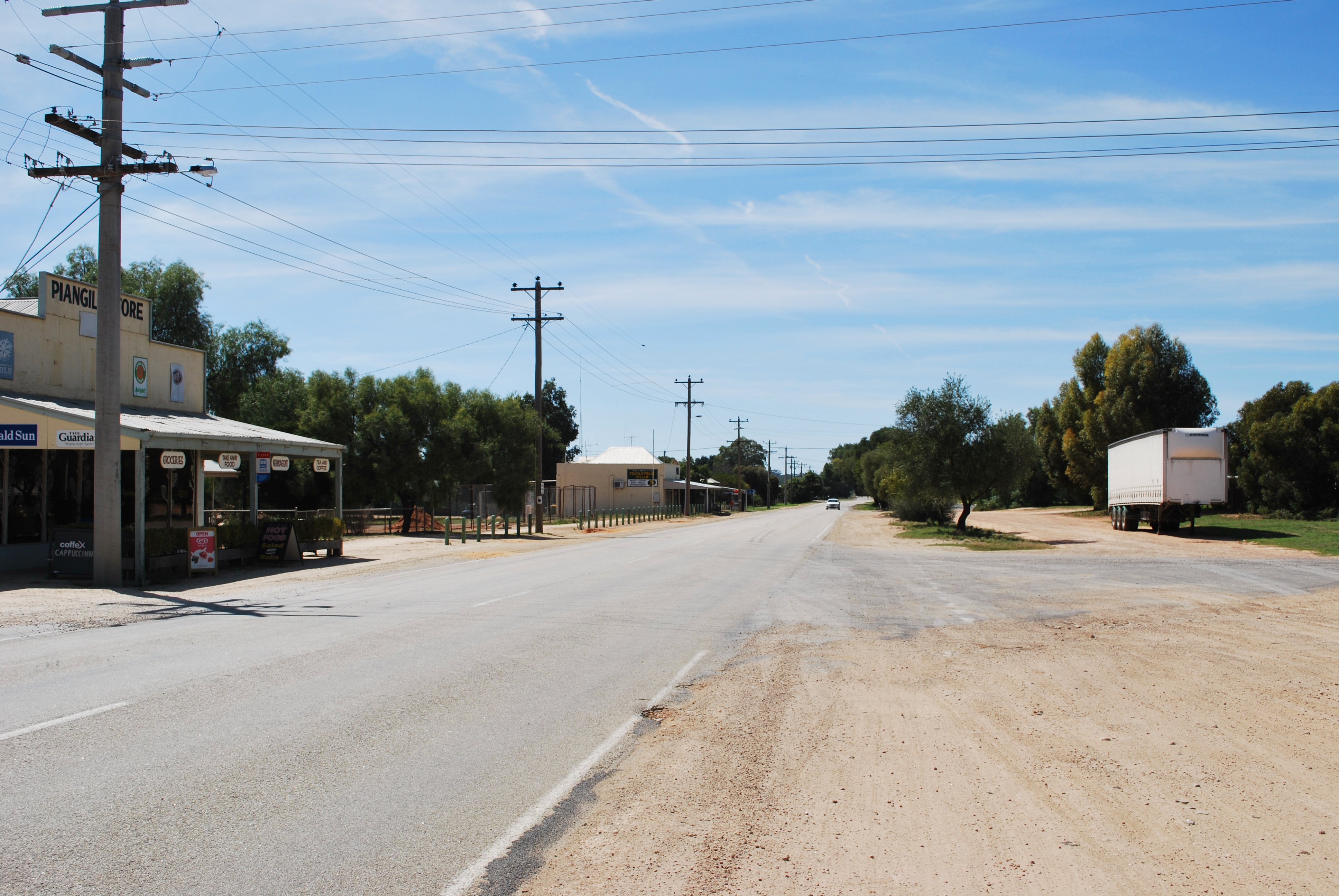
Murray Street
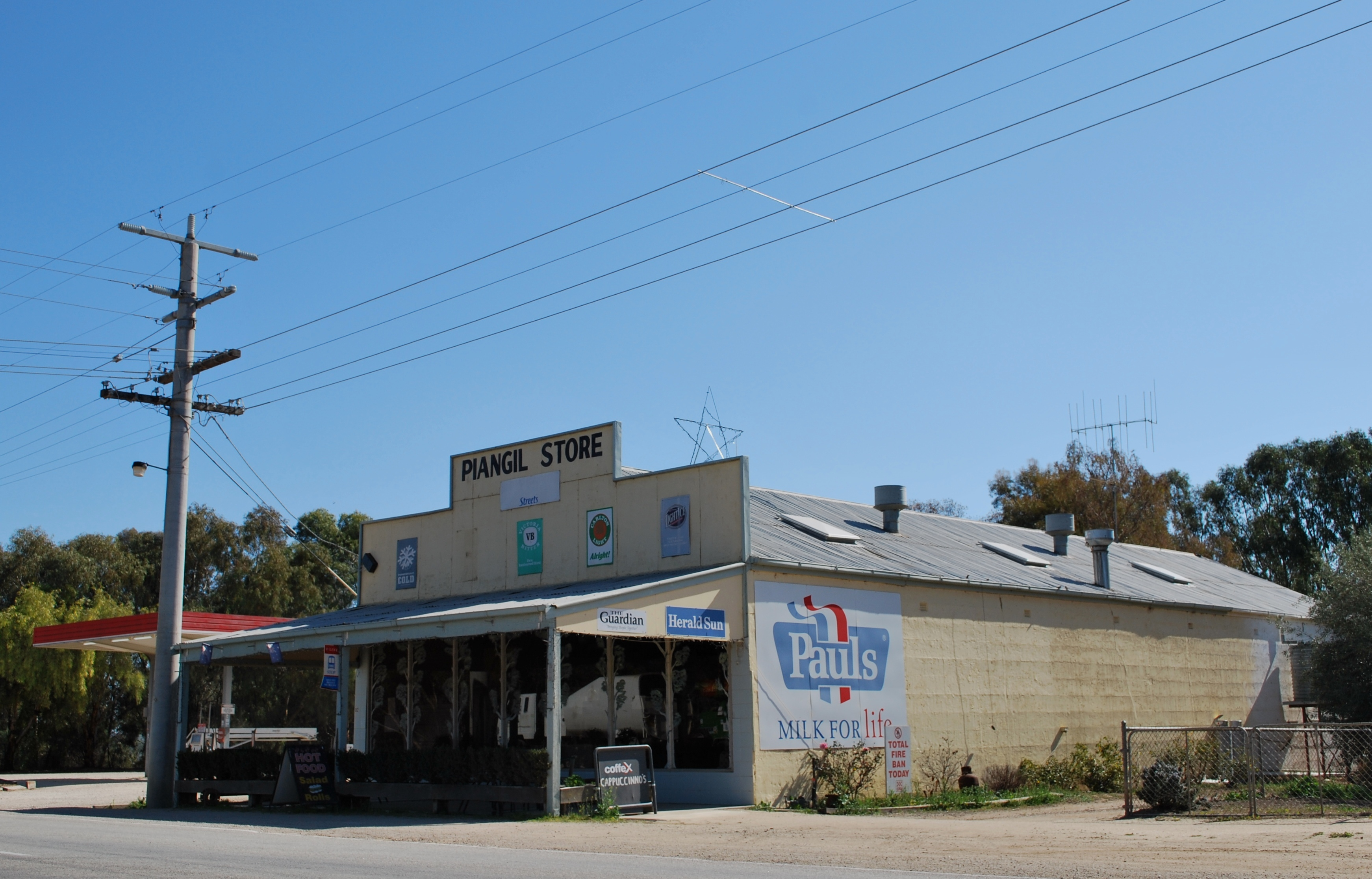
Winkel in Piangil